# Гебенс, Адольф Иванович
Адо́льф Ива́нович Ге́бенс (Ие́бенс; Иебенс) (нем. Adolph Jebens; 1819—1888) — немецкий художник-портретист и баталист.

## Биография
Родился в Эльбингене 19 марта 1819 года. Учился сначала в Берлинской художественной академии, затем переехал в Париж, где поступил в ученики к Полю Деларошу, затем стажировался в Италии. С 1842 года жил в Данциге и в 1844 году перебрался в Россию.
В 1848 году поступил преподавателем живописи в мужское и женское отделения рисовальной школы Императорского общества поощрения художеств; с того же времени пишет ряд портретов по заказу Собственного кабинета Его императорского величества: А. С. Строганова, С. С. Ланского, М. В. Огарёва и ряда других лиц, среди которых выделяется портрет императора Николая I (1853 год), хранящийся в собрании живописи Царскосельского музея-заповедника.
Наибольшую известность Ге́бенсу принесла большая серия полотен, посвящённая русской армии: на 2006 год их известно 137, причём ряд произведений считаются утраченными и известны только по позднейшим литографиям. Значительное число лиц, изображённых на этих картинах, атрибутированы. Картины эти были созданы в период с конца 1840-х годов до 1863 года, когда Ге́бенс уехал в Германию. Тем не менее, он и там продолжал работать над своими российскими военными сюжетами вплоть до 1869 года. За эти работы Императорская академия художеств присвоила ему в 1861 году звание академика. Работы Ге́бенса хранятся в Государственном Эрмитаже, Артиллерийском музее, мемориальном музее А. В. Суворова, Русском музее, Центральном Военно-медицинском музее и собраниях императорских дворцов в Гатчине, Царском Селе и Петергофе.
В Берлине Йебенс до конца своей жизни пользовался репутацией искусного портретиста, и его портреты хранятся во многих музеях Германии и Польши.
Скончался в 1888 году в Берлине.

## Работы Гебенса

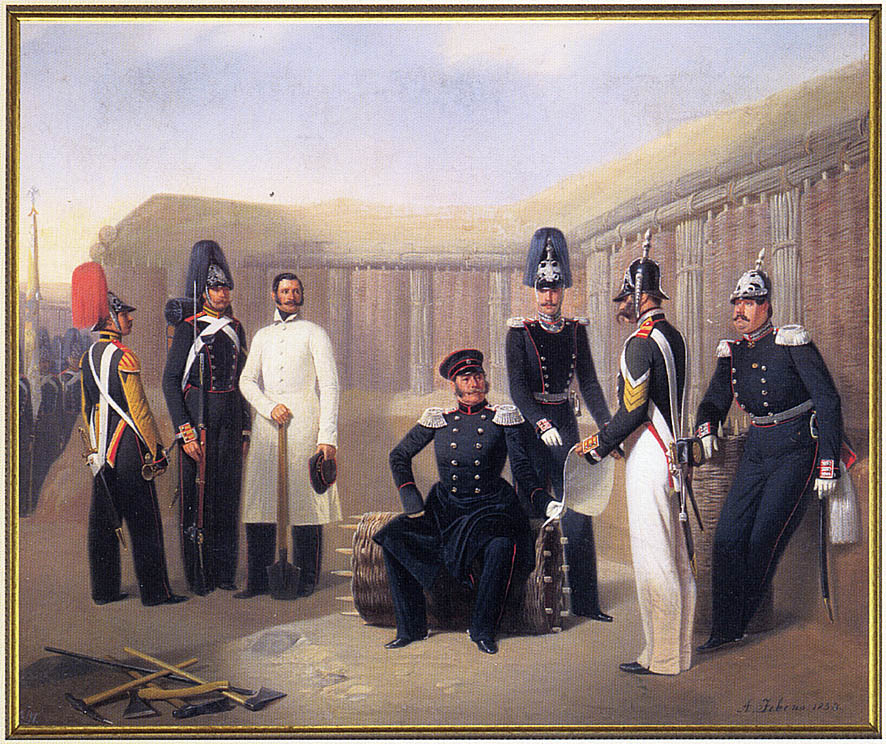
Лейб-гвардии сапёрный батальон. 1853 год. В центре на фашине сидит командир батальона генерал-майор Н. Ф. Хомутов, крайний справа — полковник Н. К. Зацепин (известный художник, погиб 10 мая 1855 г. при обороне Севастополя)
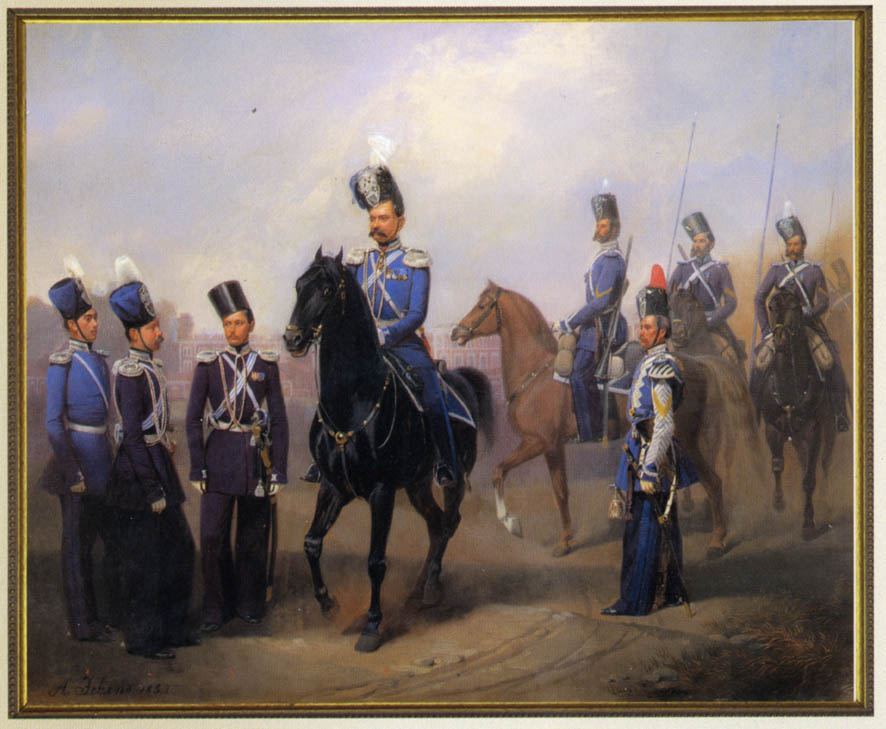
Группа чинов лейб-Атаманского полка. 1857 год. В центре на вороном коне — полковник Д. И. Жиров.
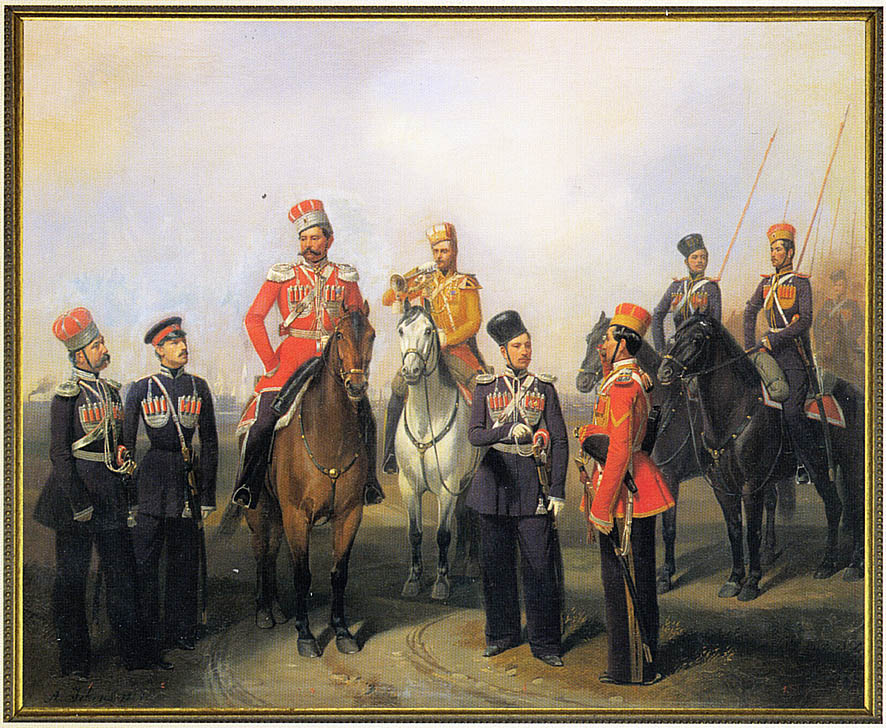
Группа чинов Крымско-Татарского эскадрона. 1858 год.
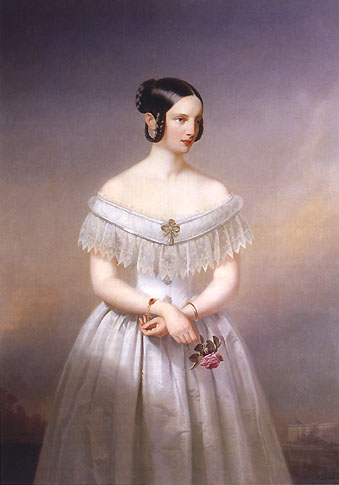
Портрет великой княжны Александры Николаевны. 1860 год
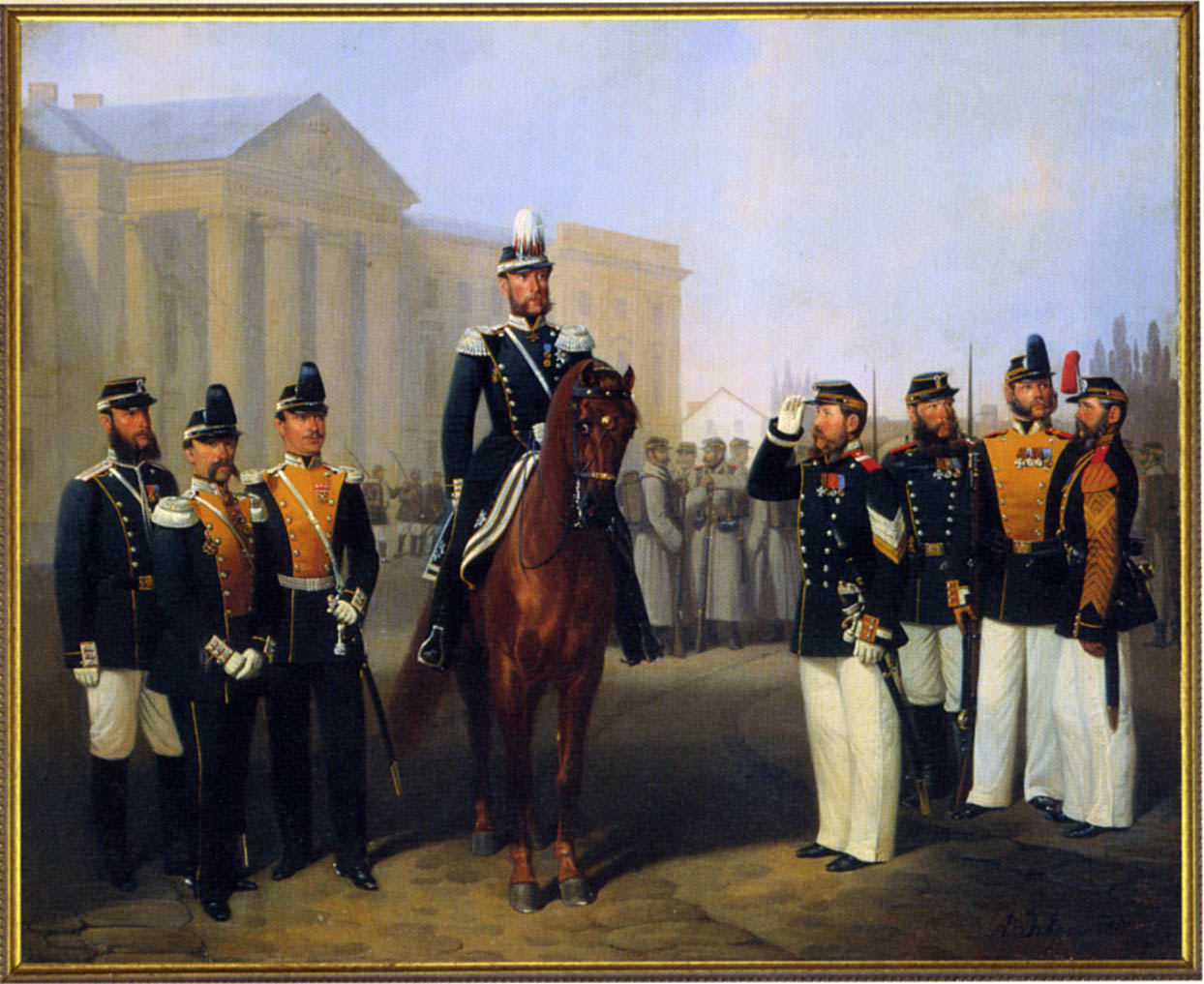
Группа чинов лейб-гвардии Волынского полка в Варшаве у Бельведерского дворца. 1864 г. В центре на коне — командир полка генерал-майор В. Ф. Ралль.
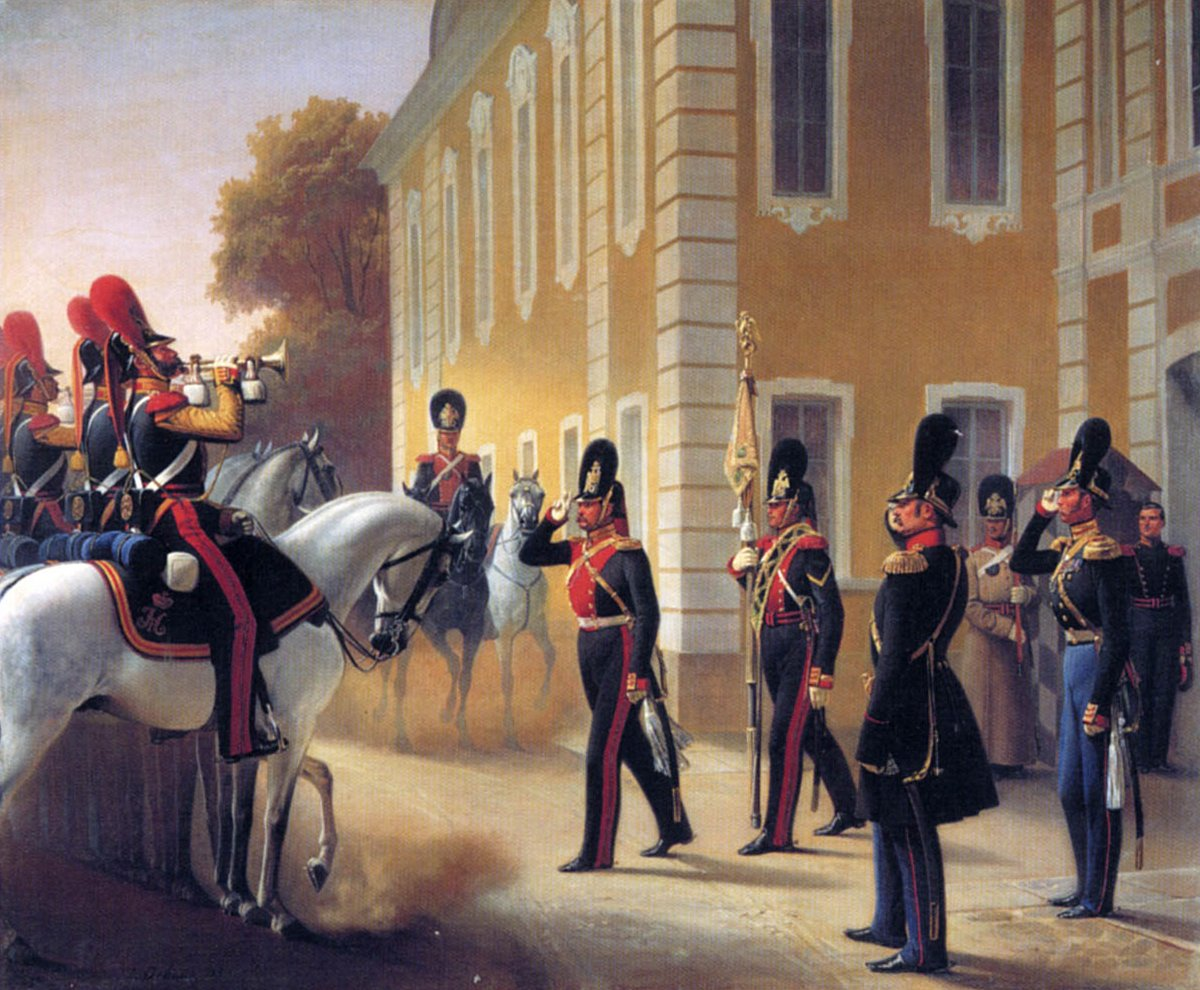
Вынос штандарта лейб-гвардии Конно-гренадерского полка. 1853 год. На переднем плане второй справа — генерал-майор К. К. Типольт.